# Translatewiki.net
translatewiki.net là một ứng dụng dịch thuật trên nền web, được hỗ trợ bởi tiện ích biên dịch mở rộng cho MediaWiki, nó là công cụ hỗ trợ MediaWiki trong việc dịch thuật nhiều ngôn ngữ khác nhau.
Hiện đây là trang wiki lớn thứ 13 trên thế giới về số lượng trang, với khoảng 5000 biên dịch viên của hơn 50 ngàn chuỗi thuộc hơn 20 dự án bao gồm MediaWiki, OpenStreetMap, Mifos, Encyclopedia of Life, MantisBT.

## Đặc điểm
Đặc điểm chính của translatewiki.net và bộ máy của nó, phần dịch thuật mở rộng, là một trang wiki, do vậy mọi người sử dụng web đều có để đóng góp một cách dễ dàng và không có (hoặc có hạn chế rất ít) bất kỳ rào cản nào cả.
Chất lượng của nó tùy thuộc vào quyết định của dịch giả tập trung vào những gì họ cho là tốt nhất, nhờ đó mà không có bất kỳ gánh nặng nào đối với họ.
Việc dịch thuật có sẵn cho người phiên dịch và sẽ là «luôn đồng bộ với kho dự trữ [của phần mềm]» hoặc các trang có thể dịch của wiki, mà không cần sự can thiệp của biên dịch viên. Trong trường hợp tốt nhất, MediaWiki trên các dự án Wikimedia, việc dịch sang các ngôn ngữ khác (ngoài tiếng Anh) chỉ trong vòng một ngày.
Các biên tập viên dịch nhúng cung cấp tính năng khác nhau để hỗ trợ trong bản dịch, chẳng hạn như
- tin nhắn chứa từ "context",
- hệ thống sẽ tìm trong bộ nhớ và gợi ý từ dịch máy sang ngôn ngữ địa phương (khác tiếng Anh),
- kiểm tra bản dịch về những lỗi cú pháp phổ biến,
- quyết định dịch cụm từ trên.[7]

## Lịch sử
Translatewiki.net được thực hiện bởi Niklas Laxström khi bản địa hóa cho tất cả ngôn ngữ của MediaWiki vào khoảng tháng 7 năm 2006, lúc đó nó có tên gọi là Betawiki.
Bên cạnh việc dịch thuật, nó còn phát triển những đặc điểm như thử nghiệp và phát triển nền ứng dụng cho MediaWiki (Nukawiki năm 2005), tập trung chủ yếu cào việc cải tiến các đặc điểm quốc tế hóa.
Tháng 4 năm 2008, trang web đã hỗ trợ cho hơn 100 ngôn ngữ của MediaWiki và 200 phần mở rộng của nó, «làm cho nó trở thành một trong những dự án phần mềm dịch thuật lớn nhất», cũng như FreeCol. Kể từ đó, là một dự án có các tình nguyện viên độc lập
, nó được xem là có vai trò quan trọng trong việc thành công trên toàn cầu của MediaWiki và các dự án Wikimedia, như Wikipedia, với hơn 280 ngôn ngữ.
Năm 2009 nó được cải tiến khi kết hợp với dự án Google Summer of Code của Niklas Laxström.
Năm 2011 đặc điểm hiệu đính được đưa vào sử dụng.
Năm 2012, bộ nhớ dịch thuật của nó được mở rộng cho tất cả các dự án Wikimedia sử dụng Translate.
Năm 2013, Translate tiếp tục được cải tổ qua dự án "Translate User eXperience" viết tắt là "TUX", bao gồm «những thay đổi về điều hướng, biên dịch viên xem bản và cảm nhận, khu vực dịch thuật, các bộ lọc, tìm kiếm, và màu sắt và kiểu cách».

## Định dạng hỗ trợ
Một số định dạng hỗ trợ theo nguyên bản. Những định dạng khác có thể được thêm vào tùy biến.
- các trang và giao diện MediaWiki
- GNU Gettext
- Đặc điểm Java
- Nguồn tài nguyên chuỗi Android
- INI
- Dtd
- các tập tin PHP
- JavaScript
- Json
- PythonSingle
- RubyYaml
- Yaml